# فرانک انکرسمیت
فرانکلین رودولف انکرسمیت (انگلیسی: Frank Ankersmit؛ زادهٔ ۲۰ مارس ۱۹۴۵دیفنتر هلند) فیلسوف، تاریخ‌نگار، و استاد دانشگاه اهل پادشاهی هلند است. انکرسمیت استاد تاریخ فکری و تاریخ نظری در دانشگاه خرونینگن هلند است.
وی تحصیلات خود را ابتدا در رشته‌های فیزیک و ریاضیات در شهر لیدن به مدت سه سال آغار کرد و پس از خدمت در ارتش تحصیلات خود را در زمینهٔ تاریخ و فلسفه در دانشگاه خرونینگن ادامه داد. وی در سال ۱۹۸۱ میلادی از پایان‌نامهٔ دکتری خود با عنوان منطق روایی: تحلیلی معناشناختی از زبان مورخان در دانشگاه خرونینگن دفاع کرد.
انکرسمیت در سال ۱۹۸۶ میلادی به عضویت در فرهنگستان سلطنتی هنر و علوم هلند منصوب‌شد. او تا سال ۲۰۱۷ سردبیر مجلهٔ فلسفهٔ تاریخ بود که پیش‌تر توسط خود او بنیان شده بود و در پی ترویج رهیافتی فلسفی در تاریخ‌نگاری بود.
انکراسمیت در سال ۱۹۹۲ میلادی به رتبهٔ استادی در رشته فلسفهٔ تاریخ و تاریخ فکری در دانشگاه خرونیگن ارتقاء یافت. زمینه‌های مورد علاقهٔ وی در کنار فلسفۀ تاریخ، شامل حوزه‌های تاریخ سیاسی، زیبایی شناسی و حافظهٔ تاریخی است. در آثار وی با موضوعاتی همانند بازنمایی زیبایی‌شناسانه، تاریخی و سیاسی همواره مفهوم بازنمایی نقشی اساسی دارد. وی تا کنون ۱۵ عنوان کتاب منتشر ساخته که برخی از آن‌ها به زبان‌هایی مانند انگلیسی، آلمانی، پرتغالی، اندونزیایی، لهستانی، مجاری، چکی، روسی و چینی ترجمه شده‌است. انکرسمیت تا کنون بیش از ۲۵۰ عنوان مقاله علمی تألیف کرده و عضو هیئت تحریریه نشریات متعددی در زمینه تخصصی‌اش است. وی در سال ۲۰۱۰ بازنشسته و در همان سال توسط ملکهٔ هلند به عنوانِ اعضای اصلی اعطای نشان ناسائوی نارنجی منصوب شد. در سال ۲۰۱۱ دکترای افتخاری از دانشگاه گنت در بلژیک به او اعطا شد و در همان سال نیز به عضویت آکادمی اروپا درآمد.